# Стефан Куницький
Стефан Куницький (інколи Степан Куницький; пол. Stefan Kunicki; *бл.1640 — †1684) — український військовий, політичний і державний діяч. Гетьман Війська Запорозького, голова козацької держави на Правобережній Україні (1683-1684). Представник козацького шляхетського роду Куницьких.

## Біографія
Був прибічником гетьмана Івана Виговського, у складі його війська брав участь у Чуднівській битві.
У 1672 році, перед своїм зміщенням, гетьман Дем'ян Многогрішний надав йому звання військового товариша і дозволив йому оселитися у Миргороді на Лівобережній Україні. Створив розвідувальну мережу, яка діяла в інтересах гетьмана Івана Самойловича. Виконував також дипломатичні завдання.[1] У січні 1673 року привіз лист від гетьмана Петра Дорошенка до короля Речі Посполитої Михайла Корибута Вишневецького, брав участь у роботі сейму. За рекомендацією гетьмана Михайла Ханенка був нобілітований урядом Речі Посполитої 25 лютого 1673 р. При цьому був прийнятий Олександром Клодницьким, рацлавицьким підстолієм та ротмістром надвірної козацької коругви, до шляхетських родів гербу Сас. Був підстаростою у Немирові. Під час османської окупації Правобережжя був призначений османами корсунським полковником.
23 липня 1683 p. рада правобережного козацтва звертається до короля Яна III Собеського з проханням прийняти її під свою владу й дозволити виправу на османські володіння. 24 серпня того ж року монарх Речі Посполитої призначив Стефана Куницького гетьманом правобережного Війська Запорозького. Наприкінці 1683 р. 5-тисячне військо на чолі з Куницьким здійснює похід через молдавські землі в буджацькі та білгородські степи. Козаки звільнили майже все Правобережжя від османів та нанесли поразку татарам, але на початку 1684 року самі були розбиті у Молдові.
Куницький із козацькою кіннотою на початку січня 1684 року перейшов Дністер та планував по лівому березі річки утворити оборонну лінію від татар. У листуванні з каштеляном Потоцьким він дякував за надіслану йому гетьманську булаву та вимагав плату для війська за похід. Начебто він отримав від уряду Речі Посполитої 100 тисяч злотих, але розділив цю суму не між усім військом, а лише серед найближчого оточення. Також гетьман висував у листуванні до короля Речі Посполитої політичні вимоги щодо збільшення козацької автономії.
Невдоволені діями гетьмана, які призвели до загибелі значної кількості людей, козаки на раді під Могилевом (початок березня 1684 р.) переобрали свого керівника й поставили на гетьманство полковника Андрія Могилу, а самого Куницького вбили, коли він, перевдягнувшись у чернечий одяг, намагався втекти з місця проведення ради. У Молдові також збереглася легенда про те, що Куницький загинув у нерівному бою із татарами, перед тим вбивши хана. Описи смерті Куницького від рук козаків наводяться в літописах Самовидця, Григорія Граб'янки і Самійла Величка. Правда, невідомо, якими джерелами при цьому користувалися їх автори. Взагалі, Куницький — один з найменш згадуваних козацьких гетьманів. Але, що цікаво, згадку про нього ми знаходимо у наших сусідів, у Молдавії. У 1844 році, за два роки до видання Осипом Бодянським «Истории Русов», в газеті «ОДЕССКИЙ ВЕСТНИК» № 32 була надрукована невелика розповідь молдавського письменника Болеслава Хиждеу «Гетьман Куницький. Молдавське віддання з літопису Василя Баїнського». З цієї розповіді виходить, що Куницький загинув зовсім не так, як повідомляють нас козацькі літописці.
Дійсно, ось що пише Хиждеу: «У 1684 році козацький гетьман Куницький ввійшов до Молдавії, аби звільнити її від османського полону і затвердити на її престолі господарем Стефана Петрічейку. Обдурений в сприянні молдаван, переслідуваний сильним військом хана татарського, він втік в буджацькі степи, аби через Дністер добратися швидше до Речі Посполитої. З п'яти тисяч козаків, приведених Куницьким, залишилося лише сімсот легінів. На березі річки Ялпуха розташувався цей уламок славної козацької сили святкувати Пасху». На наступний ранок, не встигли ще козаки до пуття розкрити очі, як побачили в степу чорну хмару. Це десятитисячна татарська орда на чолі з ханським сином наближалася до них. Ну і що ж Куницький? «Ей, братики-молодці! — сказав своїм Куницький, — непереливки нам! Незваних гостей проводжають вогнем і мечем. Не осоромимо крові козацької, не осоромимо нашої слави лицарської. Краще гнити в сирій землі, та жити в пам'яті людей, чим піти в ясак, та служити бусурманам рабством єгипетським!»
Як зрозумів читач, розповідь Хиждеу не історичний, а художній твір, заснований на конкретному історичному факті. Далі слідує красива легенда про те, що ханський син погодився відпустити козаків з миром, але за умови, що у випущеному ним в небо соколові буде стільки ран, скільки козаків в Куницького. Козаки погоджуються, але коли розвіюється дим від пострілів, татари бачать, що сімсот козацьких куль пробили не білого сокола, а серце їх хана. У ту ж мить десять тисяч татарських шабель обрушуються на козацькі голови. «Так загинув в Буджаці славний козацький гетьман Куницький разом зі своїм славним лицарством, — укладає Хиждеу свою розповідь. — Вічна пам'ять героєві, що прагнув звільнити Молдавію від іга турецького!»
Як же виникло це видання, і ким був автор розповіді? Відомо, що Василь Баїнський, «родич молдавського господаря Стефана Петрічейку», якому Хиждеу приписує роль літописця, не залишив після себе якого-небудь літопису, але сам Болеслав Хиждеу був прямим нащадком молдавського господаря. Його прапрадід Стефан Хиждеу був одружений з рідною сестрою Стефана Петрічейку, і після його загибелі в 1673 році Стефан Петрічейку усиновив своїх племінників. З тих пір цей рід носив подвійне прізвище — Петрічейку- Хиждеу. Вочевидь, що в сім'ї Хиждеу збереглися родинні віддання, що беруть начало від подій тих років.
Хиждеу було відоме, що існує інша, викладена вище, версія загибелі Куніцького, оскільки в кінці розповіді він по суті справи коментує описувані події і дає примітну оцінку цьому переданню, що свідчить про те, що «Куніцький вбитий татарами, а не своїми ж козаками, як це затверджують деякі друкарські джерела». Як же сталося, що Граб'янка, Величко і автор «Истории Русов» використовували в своїх літописах невірну версію загибелі Куницького? Відповідь, як не дивно, міститься в тій же «Истории Русов». У передмові до неї автор звертає увагу на наступне: «Історики Польські і Литовські, справедливо підозрювані в баснословстві та самохвальстві, описуючи діяння народу Руського, нібито в підданстві у Поляків що був, затьмарювали всемірно великі подвиги їх на користь спільної вітчизни своєї та Польщі». Прикладом такого «баснословства» може служити хоч би вже згадувана легенда про спалювання Наливайка в мідному бику, легенда була вигадана польськими істориками з бажання помститися козацькому героєві навіть після його смерті.
Своїй розповіді Болеслав Хиждеу передував епіграфом з української народної пісні «Слава наша козацька хай марно не гине!» Хотілося б, аби ці слова збулися, нарешті, повною мірою і відносно славного козацького гетьмана Стефана Куницького.
Військова кампанія гетьмана Стафана Куницького, що відбулася взимку 1683—1684 рр., набула великого розголосу в багатьох країнах і увійшла до світової історії. Цей похід відбувався у руслі політики християнських монархів Європи з оборони від експансіоністських намірів Османської імперії. Перемігши османське військо візира Кари-Мустафи під Віднем у 1683 р., король Речі Посполитої Ян III Собеський та австрійський імператор Леопольд I за моральної та матеріальної підтримки Римського папи Інокентія XI за допомогою українського козацтва перейшли у фронтальний наступ на позиції османів у Центрально-Східній та Південно-Східній Європі.